# Рунк (Златна, Алба)
Рунк (рум. Runc) — село у повіті Алба в Румунії. Адміністративно підпорядковане місту Златна.
Село розташоване на відстані 297 км на північний захід від Бухареста, 30 км на північний захід від Алба-Юлії, 71 км на південний захід від Клуж-Напоки.

## Населення
За даними перепису населення 2002 року у селі проживали 42 особи, усі — румуни. Усі жителі села рідною мовою назвали румунську.